# Raki
Raki (znanstveno ime Crustacea) so velika skupina členonožcev, ki jo navadno klasificiramo na nivoju poddebla. To je velika in raznolika skupina živali, v katero uvrščamo okoli 52.000 danes živečih opisanih vrst.
Kot ostali členonožci imajo raki trden zunanji skelet, ki jih varuje pred zunanjimi vplivi in nudi oporo telesu. Po telesni velikosti in zgradbi pa so zelo raznoliki; med rake uvrščamo tako živali mikroskopskih velikosti kot 70 cm dolge ameriške jastoge, ki tehtajo do 20 kg, in morske pajke, ki z nogami vred merijo nekaj metrov.
Večina vrst živi v vodah, tako slanih kot sladkih, nekaj skupin pa se je prilagodilo tudi življenju na kopnem. So najuspešnejša skupina živali v morju, kjer so tako številčni kot žuželke na kopnem.